# Штакельберг Олександр Олександрович
 Олександр Олександрович Штакельберг (1897—1975) — радянський ентомолог, засновник вітчизняної школи диптерології, професор. Протягом майже 40 років був членом Президії Всесоюзного ентомологічного товариства при Академії наук СРСР (з 1962 — Почесний президент), протягом 20 років — головним редактором журналу «Ентомологічний огляд» (Зоологічний інститут РАН, Санкт-Петербург).

## Біографія
Народився у містечку Білопілля (нині Сумської області) 22 січня 1897 року.
- У 1920 році закінчив Петроградський університет
- З 1920 до 1942 рр. — працював у Зоологічному музеї АН СРСР
- У липні 1938 році заарештований НКВС, а 4 січня 1940 року випущений без суду[6].
- з 1940 року професор.
- 1942—1948 — завідувач відділом ентомології Зоомузею АН СРСР
- 1960—1965 рр. — завідувач лабораторією систематики Зоологічного інституту АН СРСР
- 1962 — Почесний президент Всесоюзного ентомологічного товариства при Академії наук СРСР

Помер 23 листопада 1975 року.

## Основні праці
Штакельберг — автор 276 наукових робіт, серед яких серія визначників двокрилих комах (дві книги з 5-го тому «Визначники комах європейської частини СРСР»). Штакельбергом видані класичні дослідження в галузі систематики та фауністики двокрилих, зокрема про кровососущих комарів і мух.
На честь заслуг Штакельберга його ім'ям названо безліч видів тварин і одне сімейство двокрилих. Він зробив істотний внесок у вирішення проблеми ліквідації малярії в СРСР під час роботи разом з академіком Е. Н. Павловським в організації і роботі Малярійної комісії (1924).
Здійснив експедиції і дослідження на Далекому Сході, в Середній Азії, в деяких тропічних країнах та в окремих районах Арктики.
Створена у Зоологічному інституті в 1920-х-1930-х роках Штакельбергом диптерологічна школа мала загальнонаціональний масштаб, звідси координувалася і прямувала підготовка фахівців в цій галузі і всі дослідження двокрилих комах у країні.
О. О. Штакельберг був організатором і редактором декількох триваючих і серійних видань Зоологічного інституту РАН, таких як «Фауна СРСР» і «Визначники по фауні СРСР».

## Нагороди
- орден Трудового Червоного Прапора (10.06.1945)